# ۱۹۲۴

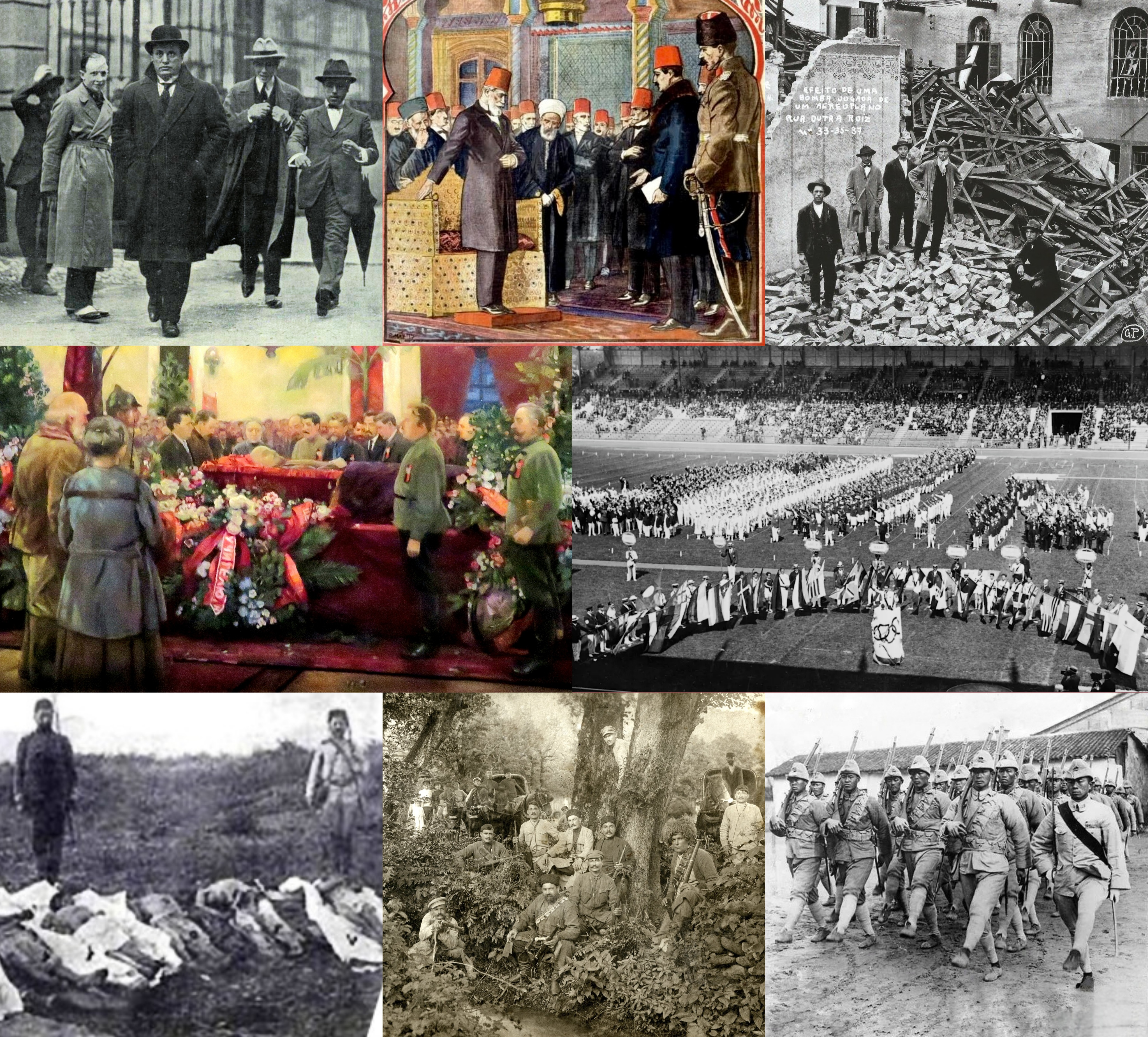

۱۹۲۴ میلادی پنجمین سال در دهه ۱۹۲۰ میلادی در سده بیستم بود.

## زادروزها
- ۴ ژانویه – ولی ریس، شناگر و ورزشکار آمریکایی (د. ۱۹۸۹)
- ۸ ژانویه – ران مودی، بازیگر بریتانیایی (د. ۲۰۱۵)
- ۱۰ ژانویه – مکس روچ، موسیقی‌دان آمریکایی (د. ۲۰۰۷)
- ۱۶ ژانویه – کتی هورادو، بازیگر مکزیکی (د. ۲۰۰۲)
- ۲۱ ژانویه – بنی هیل، بازیگر و کمدین بریتانیایی (د. ۱۹۹۲)
- ۳۰ ژانویه – لیولد الکساندر، نویسنده آمریکایی (د. ۲۰۰۷)
- ۲۴ مارس – نورمن فل، بازیگر آمریکایی (د. ۱۹۹۸)
- ۲۵ مارس – رابرتس بلوسوم، بازیگر و شاعر آمریکایی (د. ۲۰۱۱)
- ۳ آوریل - مارلون براندو، بازیگر آمریکایی (د. ۲۰۰۴)
- ۷ آوریل – یوهانس ماریو زیمل، فیلمنامه‌نویس، ژورنالیست، و نویسنده اتریشی (د. ۲۰۰۹)
- ۱۲ آوریل – ریموند باره، اقتصاددان و سیاستمدار فرانسوی (د. ۲۰۰۷)
- ۱۰ مه – زاهراد، شاعر اهل ارمنستان (د. ۲۰۰۷)
- ۱۸ مه – پریسیلا پوینتر، بازیگر آمریکایی
- ۴ ژوئن – دنیس ویور، بازیگر آمریکایی (د. ۲۰۰۶)
- ۱۲ ژوئن – جرج اچ. دابلیو. بوش، ۴۱مین رئیس‌جمهور ایالات متحده (د. ۲۰۱۸)
- ۱۴ ژوئن – آبراهام زابلودوفسکی، معمار و نقاش اهل لهستان (د. ۲۰۰۳)
- ۱۵ ژوئن – عزر وایزمن، سیاستمدار اسرائیلی (د. ۲۰۰۵)
- ۲۰ ژوئن – چت اتکینز، گیتاریست آمریکایی (د. ۲۰۰۱)
- ۲۵ ژوئن – سیدنی لومت، تهیه‌کننده، فیلمنامه‌نویس، بازیگر، نویسنده، و کارگردان آمریکایی (د. ۲۰۱۱)
- ۴ ژوئیه – اوا ماری سنت، بازیگر آمریکایی
- ۱ اوت – ملک عبدالله بن عبدالعزیز آل سعود، ششمین پادشاه عربستان سعودی و نوزدهمین فرمانروا از خاندان آل سعود (د. ۲۰۱۵)
- ۳ اوت – لئون اوریس، نویسنده و فیلمنامه‌نویس آمریکایی (د. ۲۰۰۳)
- ۱۹ اوت – ویلارد بویل، فیزیک‌دان کانادایی (د. ۲۰۱۱)
- ۲۳ اوت – رابرت سولو، اقتصاددان آمریکایی (د. ۲۰۲۳)
- ۲۸ اوت – پگی رایان، بازیگر آمریکایی (د. ۲۰۰۴)
- ۳۱ اوت – بودی هکت، بازیگر آمریکایی (د. ۲۰۰۳)
- ۲ سپتامبر – دنیل آراپ موی، سیاستمدار اهل کنیا (د. ۲۰۲۰)
- ۳ سپتامبر – ماری گریس کنفیلد، بازیگر آمریکایی (د. ۲۰۱۴)
- ۷ سپتامبر – دانیل اینوی، سیاستمدار آمریکایی (د. ۲۰۱۲)
- ۱۶ سپتامبر – لورن باکال، بازیگر، نویسنده، و مدل آمریکایی (د. ۲۰۱۴)
- ۲۸ سپتامبر – مارچلو ماستریانی، بازیگر ایتالیایی (د. ۱۹۹۶)
- ۳۰ سپتامبر – ترومن کاپوتی، فیلمنامه‌نویس آمریکایی (د. ۱۹۸۴)
- ۱ اکتبر – جیمی کارتر، ۳۹مین رئیس‌جمهور ایالات متحده آمریکا (د. ۲۰۲۴)
- ۱۴ اکتبر – رابرت وبر، بازیگر آمریکایی (د. ۱۹۸۹)
- ۱۹ اکتبر – لوبومیر استروگال، سیاستمدار اهل چکسلواکی (د. ۲۰۲۳)
- ۲۵ اکتبر – بیلی بارتی، بازیگر آمریکایی (د. ۲۰۰۰)
- ۱ نوامبر – سلیمان دمیرل، سیاستمدار اهل ترکیه (د. ۲۰۱۵)
- ۱۰ نوامبر – راسل جانسون، بازیگر آمریکایی (د. ۲۰۱۴)
- ۲۱ نوامبر – ژوزف کامپانلا، بازیگر آمریکایی (د. ۲۰۱۸)
- ۲۲ نوامبر – جرالدین پیج، بازیگر آمریکایی (د. ۱۹۸۷)
- ۲۸ نوامبر – دنیس بروتوس، شاعر اهل آفریقای جنوبی (د. ۲۰۰۹)
- ۲ دسامبر – الکساندر هیگ، دیپلمات آمریکایی (د. ۲۰۱۰)
- ۱۲ دسامبر – اد کک، سیاستمدار و وکیل آمریکایی (د. ۲۰۱۳)
- ۱۹ دسامبر - میشل تورنیه، نویسنده فرانسوی (د. ۲۰۱۶)
- ۲۵ دسامبر – آتال بیهاری واجپایی، سیاستمدار هندی (د. ۲۰۱۸)

## درگذشت‌ها
- ۱۳ ژانویه – گئورگ هرمان کوینکه، فیزیک‌دان و شیمی‌دان آلمانی (ز. ۱۸۳۴)
- ۲۱ ژانویه - ولادیمیر لنین، انقلابی کمونیست روسی و بنیان‌گذار اتحاد جماهیر شوروی (ز. ۱۸۷۰)
- ۳ فوریه - وودرو ویلسون، بیست‌وهشتمین رئیس‌جمهور ایالات متحده (ز. ۱۸۵۶)
- ۱۷ فوریه – هنری بیکن، معمار آمریکایی (ز. ۱۸۶۶)
- ۱۴ آوریل – لویی سالیوان، معمار آمریکایی (ز. ۱۸۵۶)
- ۴ مه – ادیت نسبیت، نویسنده بریتانیایی (ز. ۱۸۵۸)
- ۱۵ مه – پل دو کونستنت، سیاستمدار ، دیپلمات و قاضی فرانسوی (ز. ۱۸۵۲)
- ۳ ژوئن - فرانتس کافکا، نویسنده آلمانی‌زبان (ز. ۱۸۸۳)
- ۱۲ اکتبر – آناتول فرانس، نویسنده و شاعر فرانسوی (ز. ۱۸۴۴)
- ۹ نوامبر – هنری کابوت لاج، سیاستمدار آمریکایی (ز. ۱۸۵۰)
- ۲۹ نوامبر – جاکومو پوچینی، آهنگساز ایتالیایی (ز. ۱۸۵۸)
- ۲۹ دسامبر - کارل اشپیتلر، شاعر سوئیسی آلمانی زبان (ز. ۱۸۴۵)